# CST-100 Starliner
Boeing CST-100 Starliner (на английски: Crew Space Transportation, буквално преведено „Транспортиране на екипажа в космоса“) е планиран пилотиран космически кораб, разработван от компаниите Boeing и Bigelow Aerospace като част от програмата на НАСА за финансиране на частни компании за развиване на комерсиални услуги за превоз на хора в космоса. Основната функция на кораба ще бъде транспортиране на екипаж до Международната космическа станция (МКС), както и до планираната „Комерсиална космическа станция на Бигелоу“.
Дизайнът на CST-100 наподобява този на Орион, който се изгражда за НАСА от Локхийд Мартин. Точните размери на кораба не са оповестени, но капсулата ще е по-голяма от командния модул на Аполо и по-малка от Орион. Все пак тя също ще може да превозва седем души като Орион. Това е възможно, тъй като в капсулата, противно на Орион, не са интегрирани технологии за поддръжка на полети в дълбокия космос.
В началото НАСА спонсорира разработката на CST-100 с $18 млн. за първоначална разработка. Във втората фаза Боинг получва още $93 млн. за доразвиване на проекта.
Предвижда се капсулата да може да се изстрелва на различни ракети като Атлас V, Делта IV и Фалкън-9. Пилотното изстрелване ще бъде извършено с ракета-носител Атлас V.